# Сенегал на Светском првенству у атлетици на отвореном 2015.
Сенегал је учествовао на Светском првенству у атлетици на отвореном 2015. одржаном у Пекингу од 22. до 30. августа петнаести пут, односно учествовао је на свим првенствима до данас. Репрезентацију Сенегала представљао је 1 атлетичар који се такмичио у трци на 400 м са препонама,
На овом првенству Сенегал није освојио ниједну медаљу, нити је оборен неки рекорд.

## Резултати

### Мушкарци
| Атлетичар     | Дисциплина    | Лични рекорд | Квалификације | Квалификације | Полуфинале           | Полуфинале           | Финале               | Финале       | Детаљи |
| Атлетичар     | Дисциплина    | Лични рекорд | Резултат      | Место         | Резултат             | Место                | Резултат             | Место        | Детаљи |
| ------------- | ------------- | ------------ | ------------- | ------------- | -------------------- | -------------------- | -------------------- | ------------ | ------ |
| Amadou Ndiaye | 400 м препоне | 49,61        | 52,40         | 9. у гр 5     | Није се квалификовао | Није се квалификовао | Није се квалификовао | 39 / 40 (44) |        |